# Valgus hemipterus
Valgus hemipterus (Linnaeus, 1758) è un coleottero appartenente alla famiglia degli Scarabeidi (sottofamiglia Cetoniinae).

## Descrizione

### Adulto

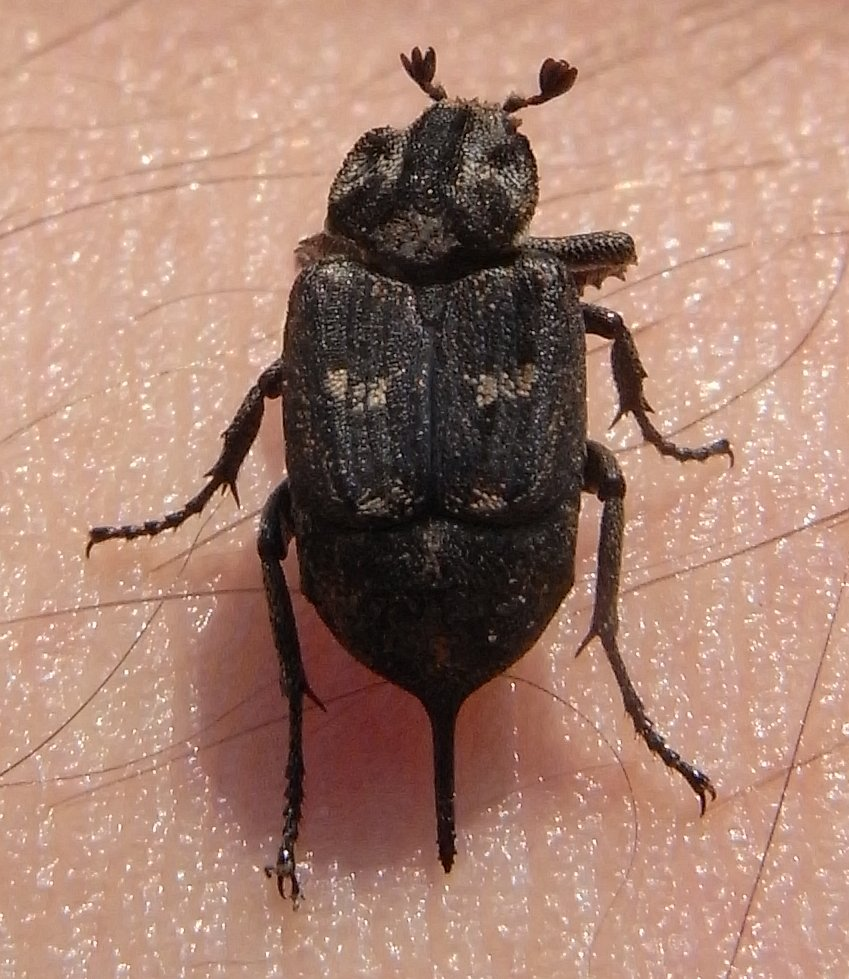
Esemplare femmina, notare l'ovopositore.

Si presenta come un coleottero di piccole dimensioni, oscillanti tra i 6 e i 10 mm di lunghezza. Presenta un corpo tozzo, di colore nero con scaglie bianche su tronco e elitre e zampe relativamente lunghe che gli conferiscono un aspetto simile a quello di una mosca, durante il volo. Le femmine mostrano un lungo ovopositore, che permette di distinguerle dai maschi.

### Larva
Le larve si presentano come dei vermi bianchi dalla tipica forma a "C". Le tre paia di zampe e la testa sono sclerificate.

## Biologia
Gli adulti sono visibili a primavera e restano attivi per tutta la durata dell'estate. Sono di abitudini diurne e possono essere osservati sui fiori intenti a nutrirsi o ad accoppiarsi. Le larve si sviluppano nel legno morto.

## Distribuzione e habitat
V. hemipterus è reperibile in Africa del nord, Europa (fino al Caucaso), in Siberia, in Asia Minore e Asia centrale.

## Conservazione
V. hemipterus è inserito nella Lista rossa IUCN come specie a rischio minimo.